# Tróitskoie (Sakhalín
|  | Per a altres significats, vegeu «Tróitskoie». |

Tróitskoie (en rus: Троицкое) és un poble de l'óblast de Sakhalín, a l'Extrem Orient de Rússia, que el 2013 tenia 4.938 habitants. Pertany al districte d'Aniva.